# 柘いつか
柘 いつか（つげ いつか、旧：いつか／角川いつか）は、日本の作家、エッセイスト。女性向けエッセイやビジネス書をはじめ、数多くの著書を著すほか、多くのウェブ連載を執筆している。入間市総合計画審議員。

## 略歴
東京都目白生まれ。10代の頃から出版・広告業界でコピーライターとして活躍。世界中を取材旅行し、各地各界に多彩な人脈を持つ。2003年「角川いつか」として作家デビュー。結婚・恋愛に関する辛口エッセイをはじめ、多彩な人脈を生かした自己啓発書が高く評価されている。2011年より著者名を「いつか」に改名し、2019年5月1日からは、令和改元に伴い著者名を「いつか」から「柘いつか」に改名。「柘」は、世界のTSUGEと呼ばれている老舗パイプメーカー浅草の「柘製作所」の柘恭三郎会長によるもの。柘氏は江戸っ子の四代目で、本人は東京生まれの三代目なので、家族ぐるみで親交が深い。

## おもな著書（「柘いつか」名義）
- 『一流のサービスを受ける人になる方法 極（きわみ）』光文社〈知恵の森文庫〉、2021年6月。ISBN 978-4-334-78791-2。

## おもな著書（「角川いつか」名義）
- 別れたほうがイイ男 手放してはいけないイイ男（2003年、PHP研究所）ISBN 978-4569626048
- 男を上げるとびっきりのイイ女 男を下げるとんでもナイ女（2003年、ぶんか社）ISBN 978-4821108411
- 温泉風水（2003年、光文社）ISBN 978-4334782474
- 出逢いのバイブル 運命の5人（2003年、オーエス出版）ISBN 978-4757301993
- ゼッタイ、必ず、大丈夫!（2004年、経済界）ISBN 978-4766782929
- 成功する男はみな、非情である。（2005年、PHP研究所）ISBN 978-4569630618
- ヤッパリ! 別れたほうがイイ男（2006年、PHP研究所）ISBN 978-4569657783
- 28歳からの女、28歳までの女（2007年、PHP研究所）ISBN 978-4569691022
- 非情な男ほど、なぜモテる?（2007年、主婦の友社）ISBN 978-4072573020
- 恋の品格（2007年、白夜書房）ISBN 978-4861913068
- 成功する男はみな、非情である。（2007年、大和書房）ISBN 978-4479301431
- ハッピールール（2008年、ジュリアン）ISBN 978-4902584646
- 出逢いのバイブル 運命の5人（2008年、ぶんか社）ISBN 978-4821151462
- わしづかみにする交渉術（2008年、リーダーズノート）ISBN 978-4903722092
- ゼッタイ!別れたほうがイイ男（2008年、講談社）ISBN 978-4062812306
- 28歳からの女（2008年、中経出版）ISBN 978-4806131489
- 大江戸散歩道（2008年、PHP研究所）ISBN 978-4569702971
- 成功の波に乗る法則（2008年、中経出版）ISBN 978-4806132370
- 成功する男はみな、自分の心に嘘がつける。（2008年、大和書房）ISBN 978-4479302070
- 別れの流儀（2009年、PHP研究所）ISBN 978-4569706382
- 結婚できない10の習慣 「婚差値40」の女（2009年、経済界）ISBN 978-4766710663
- デキる男はやっている 大物の肝をつかむ処世術（2009年、ビジネス社）ISBN 978-4828415277
- デキる人は「出逢い」を必ずモノにする（2009年、成美堂出版）ISBN 978-4415401232
- 成功する男はみな、「女子力」を使う 女性社員に好かれる24の法則（2009年、文芸社）ISBN 978-4286070407
- 好かれる自分をやめる!「オレ様流」男の成功術（2010年、河出書房新社）ISBN 978-4309019710

## おもな著書（「いつか」名義）
- 「昭和の男」がなくなる日（2011年、主婦の友社）ISBN 978-4072767948
- 一流のサービスを受ける人になる方法（2015年、日本経済新聞出版社）ISBN 978-4532169800
- 社内勢力図を一変させる基礎力 女性社員の力を引き出す24のスキル （2016年、文芸社）ISBN 978-4286176321
- モテ上司 部下も仕事もまとめてオトす秘密の流儀（2016年、実業之日本社）ISBN 978-4408456720
- わたし幸せじゃないの？（2017年、経済界）ISBN 978-4766786149
- ガラスの天井のひらきかた（2017年、ベストセラーズ）ISBN 978-4584138069
- 男の「嘘」の磨き方（2018年、あさ出版）ISBN 978-4866670966
- 新版 成功する男はみな、非情である。（2019年、光文社）ISBN 978-4334787608
- 続・成功する男はみな、非情である。（2019年、光文社）ISBN 978-4334950705
- 一流のサービスを受ける人になる方法（2019年、光文社）ISBN 978-4334787516

## おもな著書（電子書籍）
〈柘いつか名義〉
- 一流のサービスを受ける人になる方法 極（2021年、CLAP）
- 最高の結果を勝ち取る宴席術 大物の心をわしづかみにするちょっとした心づかい50（2020年、CLAP）

〈いつか名義〉
- 成功する人の残酷な思考術（2013年、CLAP）
- 幸せをつかむ心の整理術（2013年、CLAP）
- 強者のモテ理論（2013年、CLAP）
- 恋愛＆ビジネス作家が狙った女性を射止めるコツを教えてくれるそうです。（2015年、CLAP）
- 働く女のモテルール（2015年、CLAP）
- 江戸の「粋」に学ぶ口説きの極意（2016年、CLAP）
- 大物に可愛がられる最強の処世術（2017年、CLAP）
- 一流の男性を引き寄せる恋愛法則（2017年、CLAP）
- 別れの流儀（2017年、CLAP）
- 成功する男はみな、非情である。（2017年、CLAP）
- デキる人は「出逢い」を必ずモノにする（2018年、CLAP）
- 上手に嫌われる技術（2018年、CLAP）

## おもな著書（翻訳）
- 成功する男はみな、非情である。（タイ版 2007年）
- ヤッパリ！　別れたほうがイイ男（中国版 2008年）
- ヤッパリ！　別れたほうがイイ男（中国版 2009年）
- 新版 成功する男はみな、非情である。（韓国版 2019年、CHANGSIMSO）
- 男の「嘘」の磨き方（中国版 2020年）

## おもな著書（オーディオブック）
- 成功する男はみな、非情である。（audiobook.jp 201７年5月12日発売）
- 新版 成功する男はみな、非情である。（Amazon Audible 2019年12月13日発売）
- 続・成功する男はみな、非情である。（Amazon Audible 2019年12月13日発売）
- 一流のサービスを受ける人になる方法（Amazon Audible 2020年1月17日発売）
- 一流の男性を引き寄せる恋愛法則 幸せな女性がやっているちょっとした習慣39（Amazon Audible 2020年1月17日発売）
- 上手に嫌われる技術 結果を出す人の行動習慣 36の「鉄則」（Amazon Audible 2020年1月17日発売）

## 出版プロデュース作品
- 蔦重の矜持（車 浮代 著,2025、双葉社）
- 仕事の壁を突破する　蔦屋重三郎 50のメッセージ（車 浮代 著,2024、飛鳥新社 ）
- Art of 蔦重: 蔦屋重三郎 仕事の軌跡（車 浮代 著,笠間書院 2024）
- 居酒屋 蔦重（車 浮代 著 ,ORANGE PAGE MOOK 2024）
- 蔦屋重三郎と江戸文化を創った１３人（車 浮代 著,PHP研究所 2024）
- 発酵食品でつくるシンプル養生レシピ（車 浮代 著,2022年、東京書籍）
- 江戸っ子の食養生（車 浮代 著 ,ワニブックスPLUS新書 2022）
- 蔦重の教え双葉文庫 （車 浮代 著,2021年、双葉社）ISBN 978-4575524550
- 歌麿春画で江戸かなを学ぶ（車 浮代 著 2021年、中央公論新社）ISBN 978-4120053993
- 天涯の海 酢屋三代の物語（車 浮代 著 2020年、潮出版社）ISBN 978-4267022593
- 免疫力を高める 最強の浅漬け（車 浮代+藤田 紘一郎 著 2020年、マキノ出版）ISBN 978-4837613701
- 〈カラー版〉春画四十八手（車 浮代 著,光文社知恵の森文庫 2018）
- 落語怪談えんま寄席（車 浮代 著,実業之日本社文庫 2018）
- 勝山太夫、ごろうぜよ（車 浮代 著,白泉社招き猫文庫 2016）
- えんま寄席 江戸落語外伝（車 浮代 著,実業之日本社 2016）
- 1日1杯の味噌汁が体を守る日経プレミアシリーズ（車 浮代 著,日本経済新聞出版社 2016）
- 春画入門（車 浮代 著,文春新書 2015）
- 江戸の食卓に学ぶ 江戸庶民の"美味しすぎる"知恵（車 浮代 著,ワニブックスPLUS新書 2015）
- 超釈北斎春画かたり 喜能会之故真通より（車 浮代 著,小学館 2015）
- 今すぐつくれる江戸小鉢レシピ シンプルで粋。（車 浮代 著,講談社+α文庫 2014）
- 江戸おかず 12カ月のレシピ 季節を味わい体が喜ぶ（車 浮代 著,講談社のお料理BOOK 2014）
- 蔦重の教え（車 浮代 著,飛鳥新社 2014）
- “さ・し・す・せ・そ”で作る<江戸風>小鉢&おつまみレシピ（車 浮代 著,PHP研究所 2010）
- 願いがかなう「お参り☆開運」の本（阿部慎也 著 2009年、三笠書房）ISBN 978-4837965299
- 日本人が忘れちゃいけないこの落語（三遊亭圓窓 著 2009年、ベストセラーズ）ISBN 978-4584122280
- 新宿二丁目ウォーズ 〜男の中の男のサバイバル術〜（斉木 涼 著 2009年、大和書房）ISBN 978-4479391951
- 新宿2丁目のママが教える「いい男」の条件（斉木 涼 著 2008年、ぶんか社）ISBN 978-4821151394
- 1歳からの子連れ辺境旅行（井原三津子 著 2004年、光文社）ISBN 978-4334782726
- なぜか仕事がうまくいく7つのメンタルスキル―ここ一番で実力を発揮させるために（白石 豊 著 2003年、ゴマブックス）ISBN 978-4901465656
- 新宿2丁目オカマのママが教える「できる男」「できない男」本当の見分け方（斉木 涼 著 2002年、ぶんか社）ISBN 978-4821108053

## テレビ出演
テレビ朝日「やじうまプラス」コメンテーター
日本テレビ「思いっきりイイ!!テレビ」
フジテレビ「F2」
毎日テレビ「ちちんぷいぷい」にて『男の「嘘」の磨き方』と『ホワイトデーのお返し』がトークテーマに
東京MXテレビ 「５時に夢中！」で『男の「嘘」の磨き方』が夕刊ランキング7位に
入間ケーブルテレビ「スマイルさん」

## ラジオ出演
文化放送『世相ホットライン ハイ！竹村健一です』『寺島尚正 ラジオパンチ！』
綜合放送『春風亭昇太の千客万来』
ラジオ日本『伊藤聡子のグレースナイト』中央FM『Hello! RADIO CITY』
ラジオ川越『ナックルヘッドのハッピーMONDAYエンタメアワー』『TAKA江川のお茶でも飲もうspecial』
インターFM「ロバート・ハリスの otona no redio Alexandria」
TOKYO FM「日本郵便 SUNDAY'S POST」の「今手紙を出したい方」ゲスト

## トークショー＆サイン会
埼玉県西部地域まちづくり協議会　琉球新報社　新宿伊勢丹　日本橋三越本店　鳩山会館　桜美林大学　白鴎大学　
朝日新聞「水際会」　(株)ノエビア　ロータリークラブ（東京中央新・紀尾井町・世田谷・品川・千葉中央）　
千葉商工会議所　東京都新宿区倫理法人会
NPO法人日本スパ振興協会　日本ビューティーコーポレーション　キワニスクラブ
ツカサ・トークセミナー　山元学校　 Mentor JAM　Anniversary　デザインオークションセミナー
中小企業支援セミナー倒産防止互助会交流会　住商情報システム　銀座早稲田倶楽部
インプロビックセミナー　ABSベンチャー・ワークショップビジネス協議会
池袋コミュニティ・カレッジ（西武）